# 827-й гаубичный артиллерийский полк
827-й гаубичный артиллерийский Невельский Краснознамённый полк — воинская часть Вооружённых Сил СССР в Великой Отечественной войне.

## История
Полк сформирован в июле 1941 года в составе 290-й стрелковой дивизии в Калязине.
В действующей армии во время Великой Отечественной войны с 4 августа 1941 по 20 ноября 1941 и с 6 января 1942 по 9 мая 1945 года.
В первые дни августа 1941 года полк, вместе с дивизией, занял позиции северо-западнее Брянска, в районе деревни Летошники, где и находился до начала Операции «Тайфун». С 30 сентября 1941 года отступает севернее Брянска на восток. Вероятно, что попал в окружение на реке Рессета, к концу октября 1941 года вышел к Туле, принимает участие в обороне Тулы.
17 ноября 1941 года получил в виде пополнения остатки рассеянного в ходе боёв в районе Хвастовичей 839-го артиллерийского полка 260-й стрелковой дивизии , изъят из состав 290-й стрелковой дивизии и 21 ноября 1941 года отправлен на переформирование в Киров.
В январе 1942 года поступил на Волховский фронт, передан в 59-ю армию, до августа 1942 года действует по Волхову, обеспечивает огнём действия частей армии в Любанской операции, в частности в районе Спасской Полисти. В августе 1942 года был передан в 8-ю армию для участия в Синявинской операции. Уже в сентябре 1942 года передислоцирован под Ржев. Так, с 26 сентября 1942 года поддерживает 114-ю стрелковую бригаду, наступавшей с целью ликвидации плацдарма 87-й пехотной дивизии на северном берегу Волги в районе Клушино - Знаменское в 16 километрах от Ржева. Ведёт бои северо-западнее Ржева до марта 1943 года, затем, в ходе Ржевско-Вяземской операции продвигается вместе с войсками армии до района Ярцево.  В июне 1943 года передан в 3-ю ударную армию и до октября 1943 года находится на рубежах восточнее Невеля.
В ходе Невельской операции введён в бой днём 6 октября 1943 года в составе эшелона развития прорыва, вместе с 21-й гвардейской стрелковой дивизией, 78-й танковой бригадой,  163-м гвардейским истребительно-противотанковым полком, на участке прорыва обороны противника, созданного силами 28-й стрелковой дивизии , с боями продвинулся к Невелю, вёл обстрел непосредственно города. В этот же день Невель был освобождён, и полк занял оборону на подступах к Невелю с запада. В январе 1944 года участвует в тяжёлых боях 3-й ударной армии в районе Новосокольников. В июле 1944 года участвует в Режицко-Двинской операции, продвигается по направлению Идрица — Резекне, затем с конца июля 1944 года в Мадонской операции, выйдя в район Эргли, с сентября 1944 года в Рижской операции. После освобождения Риги подчинён 10-й гвардейской армии и до конца войны был задействован в боях с Курляндской группировкой противника (с марта 1945 года в составе 51-й армии).

## Подчинение
| Дата            | Фронт (округ)                                              | Армия                  | Корпус | Дивизия                  | Бригада | Примечания |
| --------------- | ---------------------------------------------------------- | ---------------------- | ------ | ------------------------ | ------- | ---------- |
| 01.08.1941 года | Московский военный округ                                   | -                      | -      | 290-я стрелковая дивизия | -       | -          |
| 01.09.1941 года | Брянский фронт                                             | 50-я армия             | -      | 290-я стрелковая дивизия | -       | -          |
| 01.10.1941 года | Брянский фронт                                             | 50-я армия             | -      | 290-я стрелковая дивизия | -       | -          |
| 01.11.1941 года | Брянский фронт                                             | 50-я армия             | -      | 290-я стрелковая дивизия | -       | -          |
| 01.12.1941 года | Уральский военный округ                                    | -                      | -      | -                        | -       | -          |
| 01.01.1942 года | Резерв Ставки ВГК                                          | -                      | -      | -                        | -       | -          |
| 01.02.1942 года | Волховский фронт                                           | 59-я армия             | -      | -                        | -       | -          |
| 01.03.1942 года | Волховский фронт                                           | 59-я армия             | -      | -                        | -       | -          |
| 01.04.1942 года | Волховский фронт                                           | 59-я армия             | -      | -                        | -       | -          |
| 01.05.1942 года | Ленинградский фронт (Группа войск Волховского направления) | 59-я армия             | -      | -                        | -       | -          |
| 01.06.1942 года | Ленинградский фронт (Волховская группа войск)              | 59-я армия             | -      | -                        | -       | -          |
| 01.07.1942 года | Волховский фронт                                           | 59-я армия             | -      | -                        | -       | -          |
| 01.08.1942 года | Волховский фронт                                           | 59-я армия             | -      | -                        | -       | -          |
| 01.09.1942 года | Волховский фронт                                           | 8-я армия              | -      | -                        | -       | -          |
| 01.10.1942 года | Волховский фронт                                           | -                      | -      | -                        | -       | -          |
| 01.11.1942 года | Калининский фронт                                          | 39-я армия             | -      | -                        | -       | -          |
| 01.12.1942 года | Калининский фронт                                          | 39-я армия             | -      | -                        | -       | -          |
| 01.01.1943 года | Калининский фронт                                          | 39-я армия             | -      | -                        | -       | -          |
| 01.02.1943 года | Калининский фронт                                          | 39-я армия             | -      | -                        | -       | -          |
| 01.03.1943 года | Калининский фронт                                          | 39-я армия             | -      | -                        | -       | -          |
| 01.04.1943 года | Калининский фронт                                          | 39-я армия             | -      | -                        | -       | -          |
| 01.05.1943 года | Калининский фронт                                          | 39-я армия             | -      | -                        | -       | -          |
| 01.06.1943 года | Калининский фронт                                          | 39-я армия             | -      | -                        | -       | -          |
| 01.07.1943 года | Калининский фронт                                          | 3-я ударная армия      | -      | -                        | -       | -          |
| 01.08.1943 года | Калининский фронт                                          | 3-я ударная армия      | -      | -                        | -       | -          |
| 01.09.1943 года | Калининский фронт                                          | 3-я ударная армия      | -      | -                        | -       | -          |
| 01.10.1943 года | Калининский фронт                                          | 3-я ударная армия      | -      | -                        | -       | -          |
| 01.11.1943 года | 2-й Прибалтийский фронт                                    | 3-я ударная армия      | -      | -                        | -       | -          |
| 01.12.1943 года | 2-й Прибалтийский фронт                                    | 3-я ударная армия      | -      | -                        | -       | -          |
| 01.01.1944 года | 2-й Прибалтийский фронт                                    | 3-я ударная армия      | -      | -                        | -       | -          |
| 01.02.1944 года | 2-й Прибалтийский фронт                                    | 3-я ударная армия      | -      | -                        | -       | -          |
| 01.03.1944 года | 2-й Прибалтийский фронт                                    | 3-я ударная армия      | -      | -                        | -       | -          |
| 01.04.1944 года | 2-й Прибалтийский фронт                                    | 3-я ударная армия      | -      | -                        | -       | -          |
| 01.05.1944 года | 2-й Прибалтийский фронт                                    | 3-я ударная армия      | -      | -                        | -       | -          |
| 01.06.1944 года | 2-й Прибалтийский фронт                                    | 3-я ударная армия      | -      | -                        | -       | -          |
| 01.07.1944 года | 2-й Прибалтийский фронт                                    | 3-я ударная армия      | -      | -                        | -       | -          |
| 01.08.1944 года | 2-й Прибалтийский фронт                                    | 3-я ударная армия      | -      | -                        | -       | -          |
| 01.09.1944 года | 2-й Прибалтийский фронт                                    | 3-я ударная армия      | -      | -                        | -       | -          |
| 01.10.1944 года | 2-й Прибалтийский фронт                                    | 22-я армия             | -      | -                        | -       | -          |
| 01.11.1944 года | 2-й Прибалтийский фронт                                    | 10-я гвардейская армия | -      | -                        | -       | -          |
| 01.12.1944 года | 2-й Прибалтийский фронт                                    | 10-я гвардейская армия | -      | -                        | -       | -          |
| 01.01.1945 года | 2-й Прибалтийский фронт                                    | 10-я гвардейская армия | -      | -                        | -       | -          |
| 01.02.1945 года | 2-й Прибалтийский фронт                                    | 10-я гвардейская армия | -      | -                        | -       | -          |
| 01.03.1945 года | 2-й Прибалтийский фронт                                    | 51-я армия             | -      | -                        | -       | -          |
| 01.04.1945 года | Ленинградский фронт (Курляндская группа войск)             | 51-я армия             | -      | -                        | -       | -          |
| 01.05.1945 года | Ленинградский фронт (Курляндская группа войск)             | 51-я армия             | -      | -                        | -       | -          |

## Награды и наименования
| Награда                | Дата                | За что получена |
| ---------------------- | ------------------- | --- |
| «Невельский»           | 7 октября 1943 года | В ознаменование одержанной победы соединениям и частям, отличившимся в боях за освобождение города Невель                                           |
| Орден Красного Знамени | 3 ноября 1944 года  | За образцовое выполнение заданий командования в боях с немецкими захватчиками при овладении городом Рига и проявленное при этом доблесть и мужество |

## Командиры
- капитан Данилов Михаил Харитонович (в декабре 1942- январе 1943 года - и.о. командира)[4]
- полковник Брюхов Дмитрий Тимофеевич
- подполковник Гончаров[5]
- майор Смирнов Фёдор Васильевич[6]
- полковник Быданов Александр Фёдорович
- гвардии подполковник Фёдоров Лев Вакхович